# René Montero
René Montero Rosales, (* 23. listopadu 1979 v Santiagu, Kuba) je bývalý kubánský zápasník volnostylař. Volnému stylu se věnoval od 11 let. Připravoval se v Havaně pod vedením Filiberta Delgada. V roce 2002 při svém prvním startu na mistrovství světa vyhrál celý turnaj. V roce 2004 startoval na olympijských hrách v Athénách, ale nepostoupil ze základní skupiny. Sportovní kariéru ukončil po roce 2008.